# BAIC BluePark

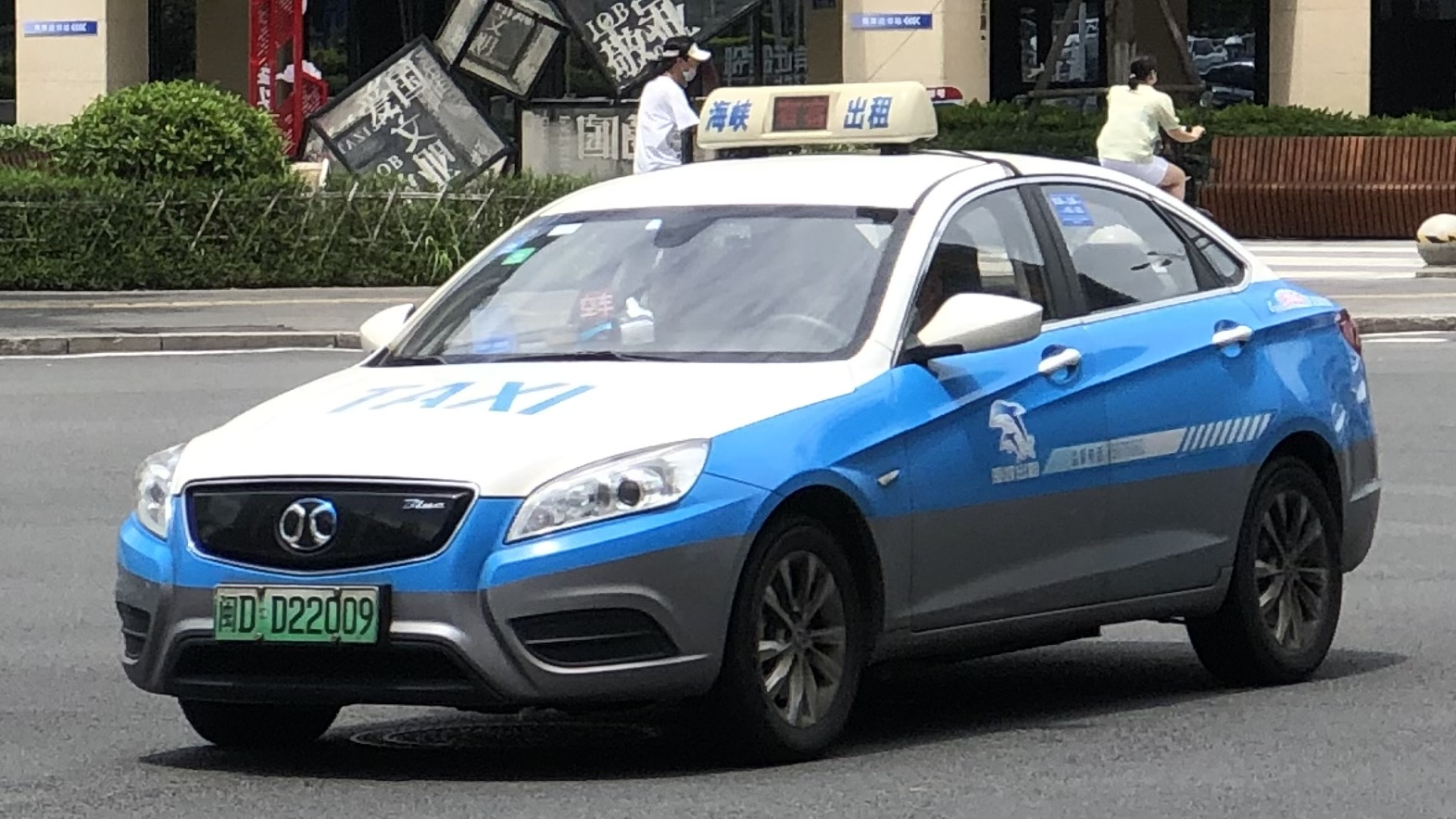
BAIC BJEV EU260 (2016)

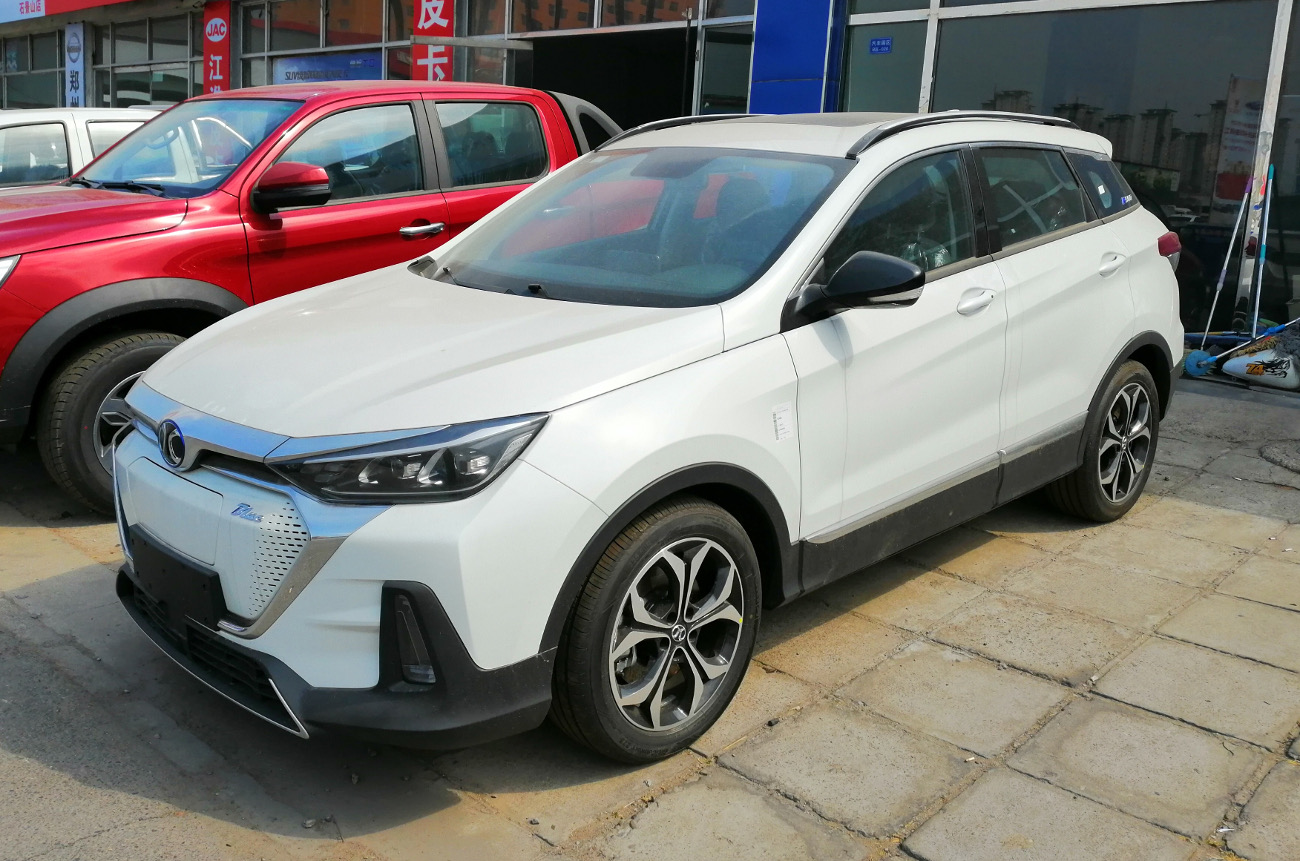
BAIC BJEV EX5 (2018)

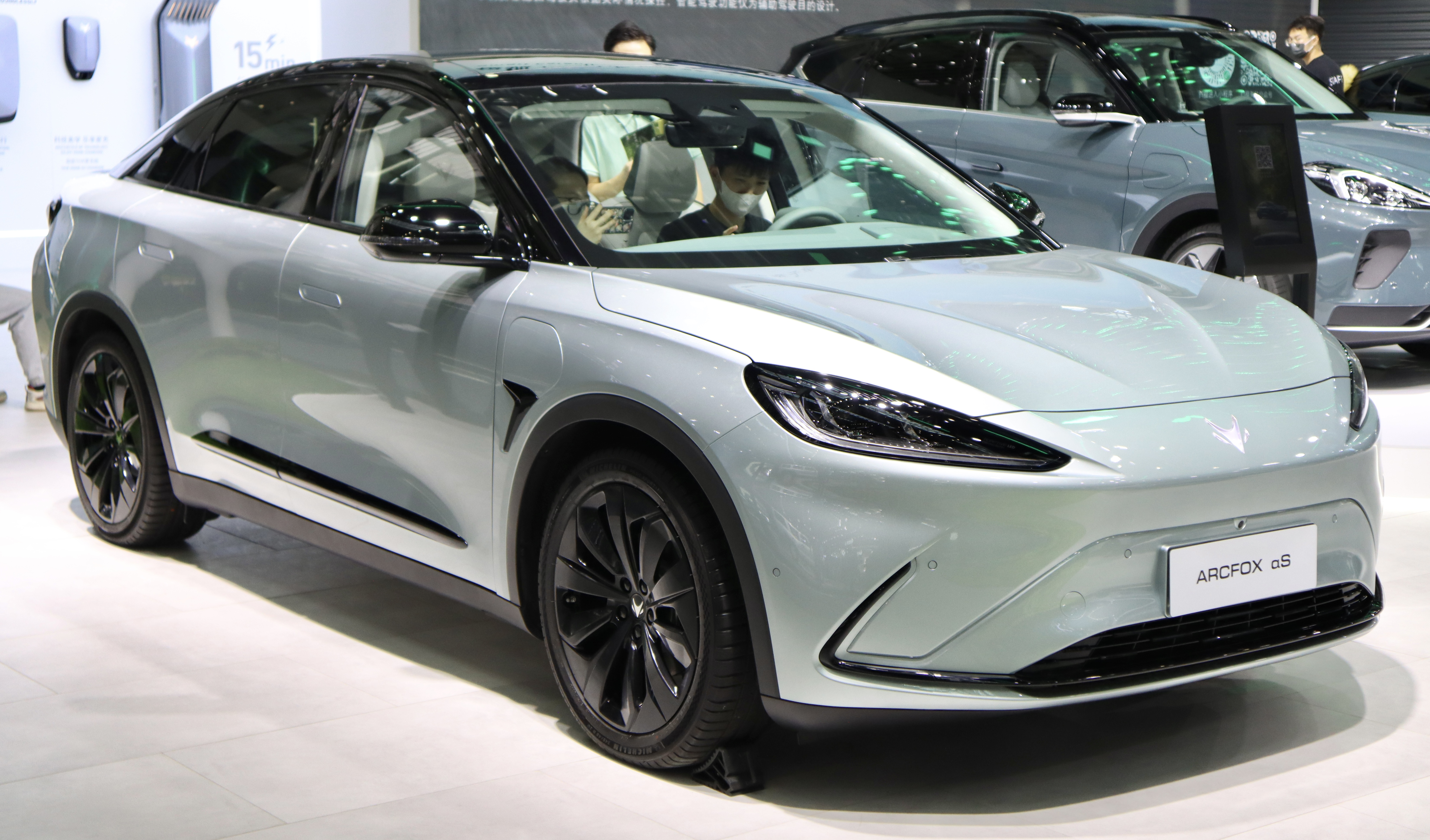
Arcfox Alpha-S (2021)

BAIC BluePark (chiń. upr. 北汽蓝谷) – chiński producent elektrycznych samochodów osobowych, z siedzibą w Pekinie, działający od 2009 roku. Należy do chińskiego koncernu BAIC Group.

## Historia

### BAIC BJEV
W 2009 roku koncern BAIC Group, dotychczas skoncentrowany na wytwarzaniu samochodów zagranicznych marek w ramach spółek typu joint-venture, utworzył filię BAIC BJEV. Oddelegowano ją do wytwarzania w pełni elektrycznych samochodów własnej marki, w maju 2010 roku prezentując prototyp pierwszego pojazdu - opartego na podzespołach Chryslera Sebringa sedana BAIC BE701. 
Dopiero w marcu 2014 rok BAIC BJEV rozpoczął produkcję seryjnego samochodu elektrycznego w postaci elektrycznego wariantu modelu BAIC E150, a pod koniec tego samego roku dołączyła do niej elektryczna odmiana modelu BAIC Senova D70. Niespełna rok później gamę uzupełniła linia BAIC BJEV EU260/EU400, tym razem oparta na kompaktowym BAIC Senova D50, z kolei w listopadzie 2016 roku BAIC BJEV rozpoczął produkcję pierwszego zbudowanego od podstaw samochodu elektrycznego BAIC Motor pod nazwą BAIC EC180/EC200. W 2017 roku koncern BAIC Group utworzył nową markę opracowanych od podstaw samochodów elektrycznych, oddelegowując BAIC BJEV do produkcji mikrosamochodu Arcfox Lite.

### BAIC BluePark
W 2018 roku filia BAIC BJEV został przemianowany na BAIC BluePark, a jej dotychczasowa nazwa stała się odtąd linią modelową oferującą pod tą nazwą elektryczne wariantu samochodów BAIC Senova, poczynając od małego crossovera BAIC BJEV EX360. W tym samym roku filię tę zasiliły modele EC3 i EX5, a w 2019 roku kolejne: EU5, EX3 i EC5. 
W 2020 roku dokonano kolejnego rebrandingu samochodów elektrycznych koncernu BAIC Group, przekierowując modele z linii BAIC BJEV do nowo powstałej marki Beijing Auto. W tym samym roku Arcfox przedstawił kolejne konstrukcje, których produkcją również zajął się BAIC BluePark. W grudniu 2023 z kolei nawiązano współpracę z HIMA, motoryzacyjnym oddziałem koncernu technologicznego Huawei, w ramach czego od kolejnego roku produkcją samochodów marki Stelato również zajął się BAIC BluePark.

## Modele samochodów

### Historyczne
- EX360 (2018–2019)
- EC3 (2018–2020)
- EX5  (2018–2020)
- EU5 (2019–2020)
- EX3 (2019–2020)
- EC5 (2019–2020)